# أنتي بيشيتش
أنتي بيشيتش هو لاعب كرة قدم كرواتي في مركز الدفاع، ولد في 27 أغسطس 1974. لعب مع نادي سيسكا موسكو.